# 류장 (홍콩의 배우)
류장(劉江, 유강, Lau Kong, 1946년 8월 24일 ~ )은 중화인민공화국 홍콩 특별행정구의 연극배우, 영화배우, 영화 조감독, 텔레비전 연기자이다.

## 생애
영국령 홍콩에서 출생하여 지난날 한때 중화인민공화국 상하이에서 잠시 유아기를 보낸 적이 있는 그는 1958년 아역 연극배우 첫 데뷔하였고 1968년 영화 《태극문(太極門)》으로 영화배우 데뷔하였으며 1976년부터는 텔레비전 드라마에도 출연하기 시작하였고 1980년에는 영화 《벽수한산탈명금(碧水寒山奪命金)》에 주연하였는데 이 영화 작품으로써 영화 조감독으로도 데뷔하였다.

## 출연 작품

### 영화
- 타이거 맨 (1989년)